# Kathleen Scott

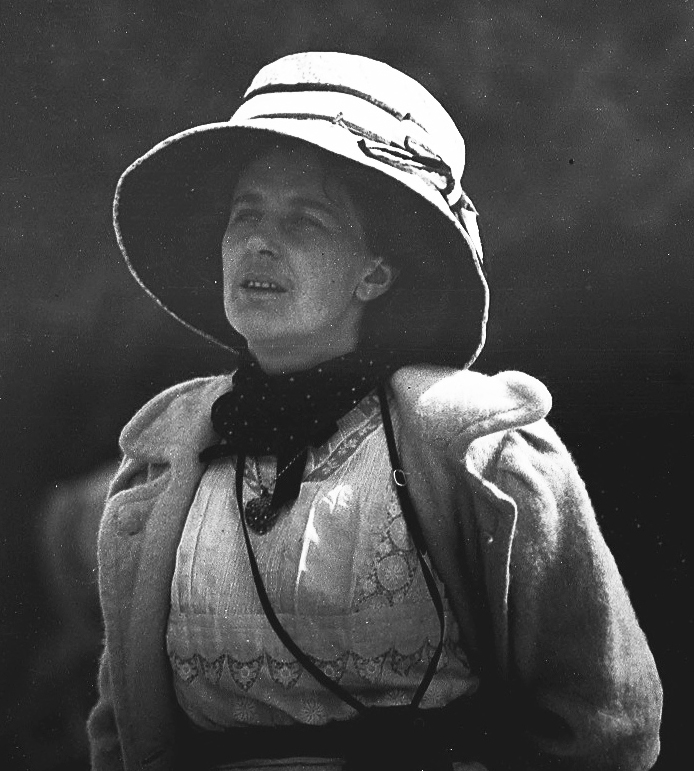
Kathleen Scott (1910).

Kathleen Scott (Carlton in Lindrick, 27 maart 1878 – Londen, 25 juli 1947) was een Engelse beeldhouwer.

## Leven en werk
Edith Agnes Kathleen Bruce werd in 1878 geboren in Carlton in Lindrick in het graafschap Nottinghamshire. Zij studeerde van 1900 tot 1902 aan de Slade School of Fine Art in Londen en aansluitend van 1902 tot 1906 met Eileen Gray, waarmee zij al in Londen had samengestudeerd, aan de Académie Colarosi, waar ook vrouwelijke studenten werden geaccepteerd, in Parijs. Ook was zij daar een leerling van de Franse beeldhouwer Auguste Rodin.
In 1908 huwde zij de ontdekkingsreiziger Robert Falcon Scott, die zij in 1910 uitgeleide deed in Nieuw-Zeeland bij diens Antarctica-expeditie. In 1913 nam zij, weer in Nieuw-Zeeland om Scott te verwelkomen, kennis van diens dood in 1912. In 1922 hertrouwde zij met de politicus Edward Hilton Young. Met hem verkreeg zij in 1935 de titel Barones Kennet.
Naast standbeelden voor Robert Scott en haar zoon, de ornitholoog Peter Scott, maakte zij vele standbeelden, bustes (onder anderen van King George V, William Butler Yeats, George Bernard Shaw, David Lloyd George, John Galsworthy, Thomas Edward Lawrence) en sculpturen in geheel het Verenigd Koninkrijk.

## Werken (selectie)
- 1914 Standbeeld Edward Smith (kapitein Titanic), Beacon Park in Lichfield
- 1914 Standbeeld Edward Wilson (metgezel Scott), Cheltenham (Gloucestershire)
- 1915 Captain Scott[2], Waterloo Place in Londen
- 1915 Robert Falcon Scott, Historic Dockyard in Portsmouth
- 1916 Standbeeld Robert Scott - Carrara-marmer, Christchurch (Nieuw-Zeeland)
- 1920 Youth, Cambridge Sculpture Trails, Polar Museum in Cambridge (A.W. Lawrence stond hiervoor model)
- 1922 Here Am I, Send Me, Oundle School in Oundle (Northamptonshire)
- 1923 Oorlogsmonument 1914-1918 (The Thinking Soldier)[3] Market Square in Huntingdon (Cambridgeshire)
- 1931 Buste George Howson, bibliotheek van de Gresham's School in Holt (Norfolk)
- 1934 Head of Robert Falcon Scott, Cambridge Sculpture Trails, Scott Polar Research Institute in Cambridge
- 1935 Buste King George V, Royal Collection
- 1938 Ad Astra[4], The Campus, Welwyn Garden City (Hertfordshire)
- ---- Scott of the Antarctic, Brenthurst Gardens in Johannesburg (Zuid-Afrika)
- ---- Peter Scott Memorial[5], WWT Slimbridge bij Dursley (Gloucestershire)

## Fotogalerij

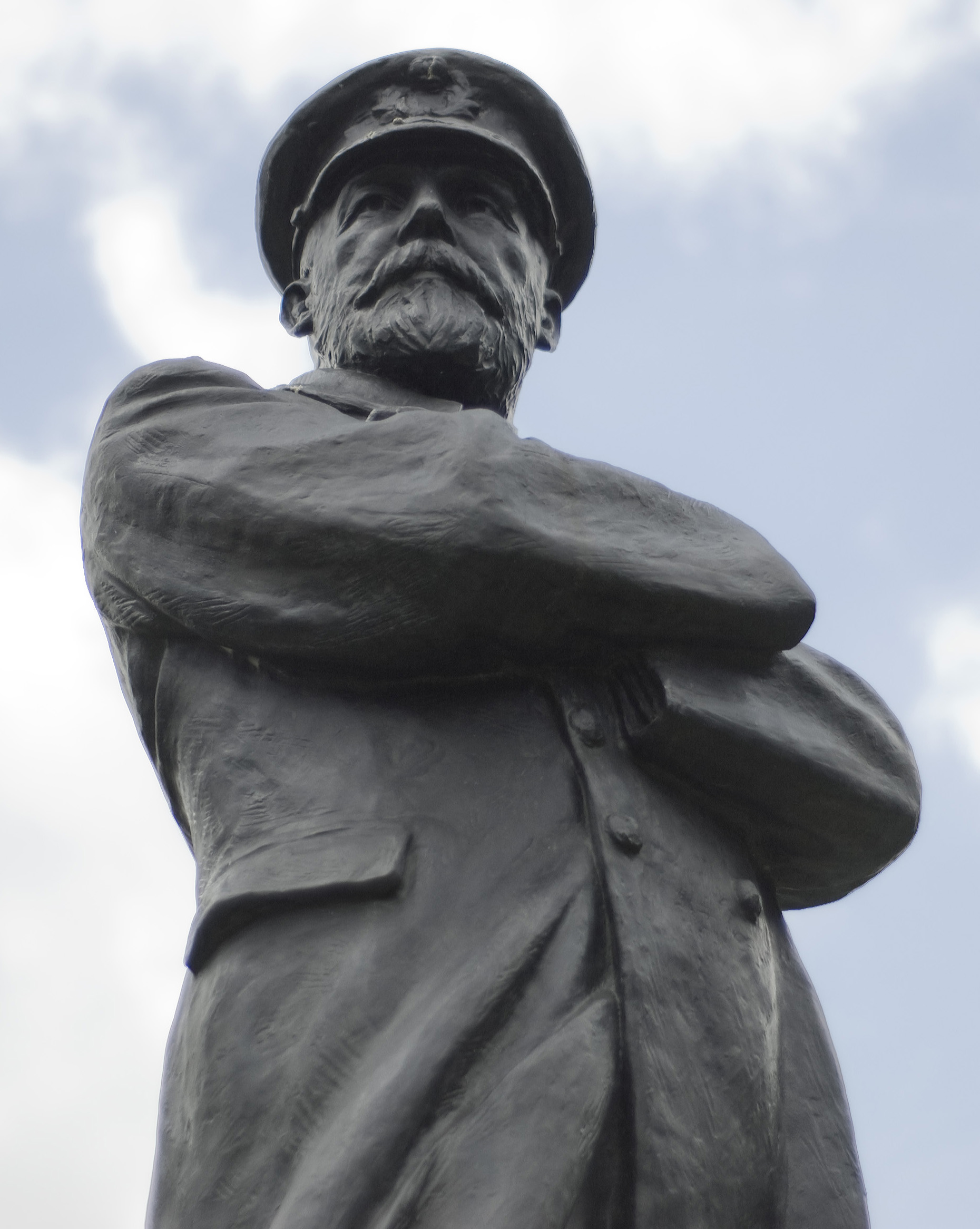
Captain Smith in Lichfield
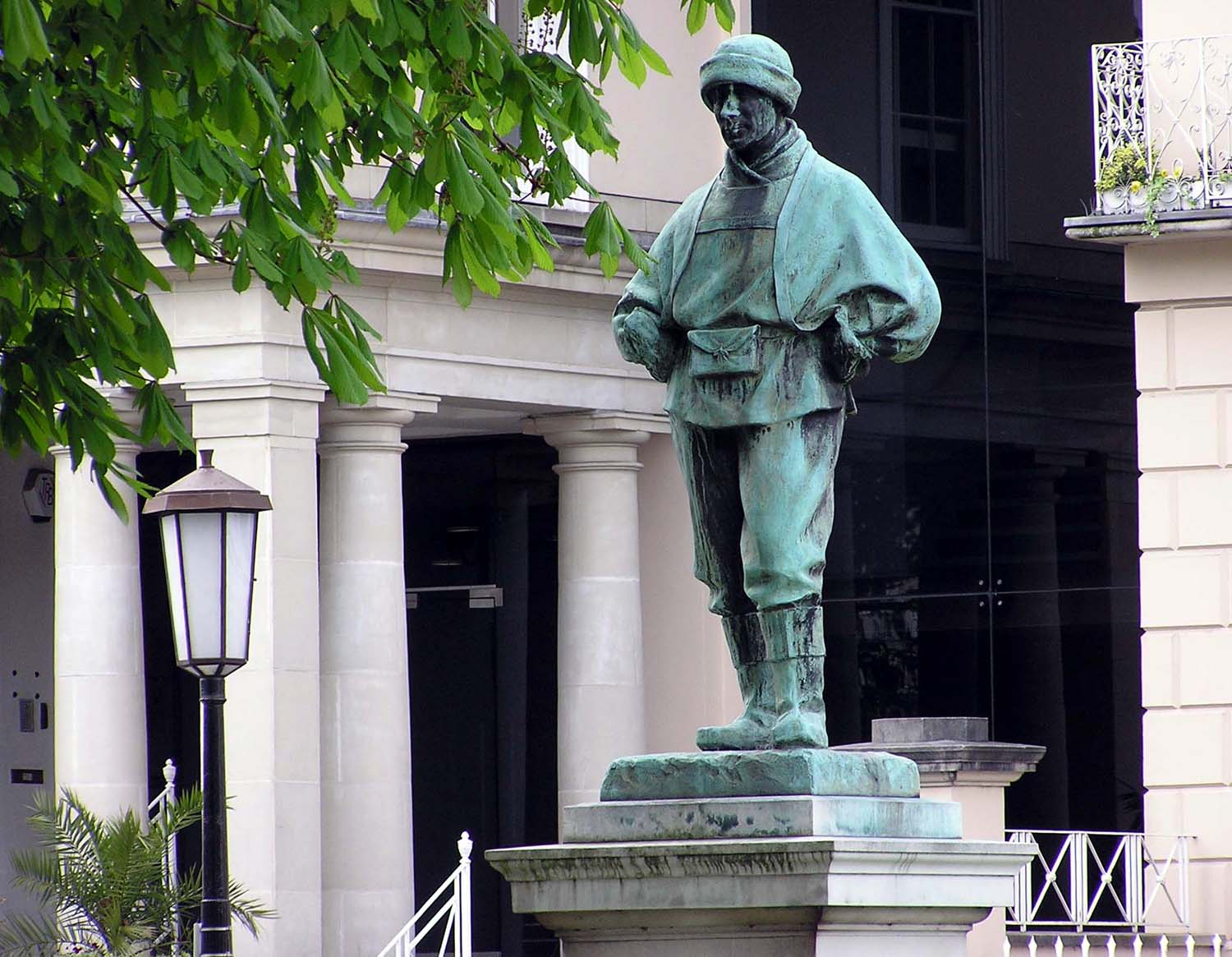
Edward Wilson in Cheltenham
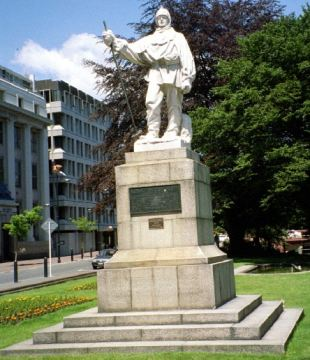
Standbeeld Robert Scott, Christchurch
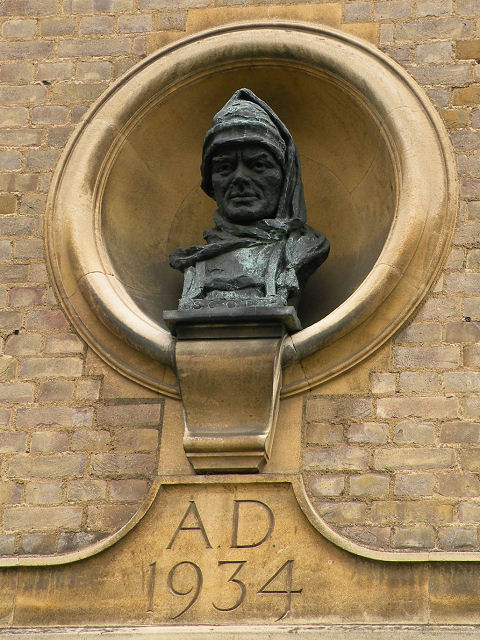
Head of Robert Falcon Scott, Cambridge